# 論疏部 (大正蔵)
論疏部（ろんしょぶ）とは、大正新脩大蔵経において、中国撰述の、各種の論書に対する註釈書をまとめた領域のこと。
- 慧遠
- 窺基、慧沼（法相宗）
- 吉蔵（三論宗）
- 法蔵（華厳宗）
- 曇鸞（浄土教）
- 元暁
- 義浄

等の註釈書が含まれている。
第19番目の部であり、収録されている典籍ナンバーは1816から1850まで。巻数では第40巻（後半）から第44巻にかけてに相当する。

## 構成

### 巻別
- 論疏部 （一） 第40巻 - No.1816-1820
- 論疏部 （二） 第41巻 - No.1821-1823
- 論疏部 （三） 第42巻 - No.1824-1828
- 論疏部 （四） 第43巻 - No.1829-1834
- 論疏部 （五） 第44巻 - No.1835-1850

### 詳細
論疏部 （一） 第40巻 - No.1816-1820
- 1816.『金剛般若論会釈』
- 1817.『略明般若末後一頌讃述』
- 1818.『法華論疏』
- 1819.『無量寿経優婆提舎願生偈註』
- 1820.『仏遺教経論疏節要』

論疏部 （二） 第41巻 - No.1821-1823
- 1821.『倶舎論記』
- 1822.『倶舎論疏』
- 1823.『倶舎論頌疏論本』

論疏部 （三） 第42巻 - No.1824-1828
- 1824.『中観論疏』
- 1825.『十二門論疏』
- 1826.『十二門論宗致義記』
- 1827.『百論疏』
- 1828.『瑜伽論記』

論疏部 （四） 第43巻 - No.1829-1834
- 1829.『瑜伽師地論略纂』
- 1830.『成唯識論述記』
- 1831.『成唯識論掌中枢要』
- 1832.『成唯識論了義燈』
- 1833.『成唯識論演秘』
- 1834.『唯識二十論述記』

論疏部 （五） 第44巻 - No.1835-1850
- 1835.『辯中辺論述記』
- 1836.『大乗百法明門論解』
- 1837.『大乗百法明門論疏』
- 1838.『大乗法界無差別論疏』
- 1839.『理門論述記』
- 1840.『因明入正理論疏』
- 1841.『因明義断』
- 1842.『因明入正理論義纂要』
- 1843.『大乗起信論義疏』
- 1844.『起信論疏』
- 1845.『大乗起信論別記』
- 1846.『大乗起信論義記』
- 1847.『大乗起信論別記』
- 1848.『起信論疏筆削記』
- 1849.『大乗起信論内義略探記』
- 1850.『大乗起信論裂網疏』